# Sid-Ali Abdelhamid
Vous pouvez aider à l'améliorer ou bien discuter des problèmes sur sa page de discussion.
- Certaines informations devraient être mieux reliées aux sources mentionnées dans la bibliographie ou les liens externes. Améliorez sa vérifiabilité en les associant par des références. (Marqué depuis février 2025)
- Son texte doit être wikifié : il ne correspond pas à la mise en forme Wikipédia (style, typographie, liens internes, liens entre les wikis, etc.). (Marqué depuis février 2025)

 (février 2025).
Sid Ali Abdelhamid  est un militant nationaliste algérien, né le 26 décembre 1921 à la Casbah d'Alger et mort le 6 mars 2022.

## Biographie

### Jeunesse et formation
Sid Ali Abdelhamid est né le 26 décembre 1921 à la Casbah d'Alger. Issu d'une famille de commerçants, il a grandi dans ce quartier historique. Après avoir obtenu son Certificat d'études primaires en 1935, il commence à travailler en avril 1937 comme facteur distributeur de télégrammes à la poste. C'est durant cette période qu'il fréquente assidûment la Bibliothèque nationale d'Alger, où il s'imprègne de lectures variées, notamment La Civilisation des Arabes de Gustave Le Bon.

### Engagement politique précoce
Son emploi à la Poste le met en contact avec le Parti du peuple algérien (PPA), dont il commence à fréquenter les réunions entre 1937 et 1939. En 1940, il rejoint le Comité d'action révolutionnaire nord-africain (CARNA), un groupe de jeunes militants nationalistes dirigé par Mohamed Taleb. Parallèlement, en 1941, il est cofondateur de la médersa Er-Rachad, qui devient un vivier de militants nationalistes.

### Activités clandestines et responsabilités au sein du PPA-MTLD
Après le débarquement allié en Afrique du Nord en 1942, Sid Ali Abdelhamid participe à des campagnes incitant les jeunes Algériens à ne pas s'engager dans l'armée française. Recherché par les autorités coloniales, il démissionne de la Poste en avril 1943 pour échapper à l'enrôlement forcé. Il contribue ensuite à la publication clandestine du journal L'Action Algérienne entre 1944 et 1945. Amnistié en 1946, il intègre officiellement le PPA, où il occupe successivement les postes de responsable du Grand-Alger, trésorier général et membre du Bureau politique. En 1950, il est nommé responsable de l'organisation politique du parti.

### Arrestations et détentions
En avril 1950, lors du démantèlement de l'Organisation spéciale (OS), il est arrêté et emprisonné jusqu'en octobre de la même année. Après le déclenchement de la Révolution le 1er novembre 1954, il est de nouveau arrêté en décembre 1954 et libéré en avril 1955. Une autre arrestation survient en mai 1956, le conduisant à être incarcéré jusqu'en octobre 1960 dans divers camps de détention, dont Berrouaghia et Douéra.

### Après l'indépendance
Après l'indépendance en 1962, Sid Ali Abdelhamid se retire de la vie politique pour se consacrer à ses activités professionnelles. Toutefois, il reste actif dans la transmission de l'histoire du mouvement national, notamment à travers l'Association historique et culturelle du 11 décembre 1960. En 1988, il participe à la fondation du mouvement « El Oumma » aux côtés de Benyoucef Benkhedda.

### Mort
Sid Ali Abdelhamid s'éteint le 6 mars 2022 à l'âge de 101 ans. Son décès est largement relayé, et il est reconnu comme l'un des derniers membres du Comité central et du Bureau politique du PPA-MTLD.

### Famille
Sid Ali Abdelhamid était père de sept enfants. 

## Distinctions
En reconnaissance de son engagement, il est décoré de la médaille de l'Ordre du Mérite national au rang de Achir à son domicile à El-Biar.

## Œuvres
En 2019, à l'âge de 99 ans, Sid Ali Abdelhamid publie ses mémoires intitulés Ce que j'ai vécu : parcours d'un militant engagé, PPA-MTLD, 1937-1962, rédigées en collaboration avec Hamid Tahri. Dans cet ouvrage, il retrace son parcours militant, offrant un témoignage précieux sur l'histoire du mouvement national algérien.
.